# Cerylon clavipes
Cerylon clavipes is een keversoort uit de familie dwerghoutkevers (Cerylonidae). De wetenschappelijke naam van de soort werd in 1953 gepubliceerd door Khnzoryan.